# Wikipédia en carélien d'Aunus
Wikipédia en carélien d'Aunus (en olonetsien : Livvinkarjalan Wikipedii) est l'édition de Wikipédia en olonetsien, également appelé carélien d'Aunus ou livvi, langue fennique parlée en Carélie d'Aunus en Russie. L'édition est lancée le 7 octobre 2016,,,,. Son code est : olo.
Au 20 mars 2025, l'édition en olonetsien contient 4 525 articles et compte 7 788 contributeurs, dont 19 contributeurs actifs et 2 administrateurs.

## Présentation
Le carélien se subdivise en trois grands ensembles dialectaux :
- le carélien proprement dit (40 000 locuteurs). Un projet de Wikipédia est actuellement testé dans l'incubateur[6] ;
- le carélien d'Aunus, parfois considéré comme une langue indépendante (30 000 locuteurs) ;
- le lude, très proche du vepse et parfois considéré comme une langue indépendante (5 000 locuteurs).

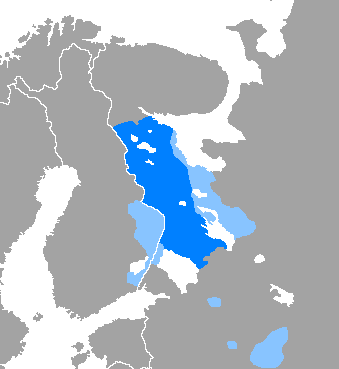
Aire de diffusion du carélien.
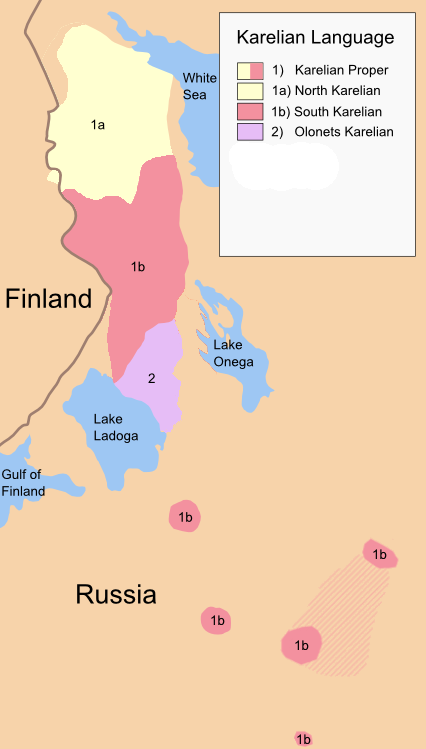
Aire de diffusion des dialectes du carélien (en mauve le carélien d'Aunus ou olonetsien)

## Statistiques
- Le 21 octobre 2016, l'édition en olonetsien atteint 1 000 articles
- Le 21 mars 2017, elle atteint 2 000 articles
- Le 16 avril 2019, elle atteint 3 000 articles
- Le 25 septembre 2022, elle contient 3 936 articles et compte 6 071 contributeurs, dont 16 contributeurs actifs et 2 administrateurs.
- Le 1er octobre 2024, elle contient 4 436 articles et compte 7 483 contributeurs, dont 17 contributeurs actifs et 2 administrateurs.